# Meine Herren Söhne
Meine Herren Söhne ist ein 1943/44 entstandener deutscher Spielfilm von Robert A. Stemmle. Die Hauptrollen spielen Monika Burg und Werner Hinz.

## Handlung
Seit der Gutsbesitzer Kurt Redwitz verwitwet ist, obliegt ihm die Aufgabe, sich neben den geschäftlichen Dingen auch noch um die Erziehung der beiden Kinder zu kümmern. Die Herren Söhne sind zwölf und zehn Jahre alt und haben den Schalk im Nacken. Als rechte Wildfänge gefürchtet, bringen sie den Haushalt mit ihren vom Hauspersonal gefürchteten Streichen und anderem Schabernack ordentlich durcheinander. Besonders die strenge und reichlich zickige Wirtschafterin Frau Suhrmöller lässt keine Gelegenheit aus, sich coram publico über Lutz und Lütte, so die Namen der beiden Knaben, zu beschweren. 
Tante Ursula, eine Verwandte des Gutsherrn, hört dies und schmiedet sogleich einen Plan, mit dem man zwei Fliegen mit einer Klappe schlagen könnte: Sie beabsichtigt, ihre Nichte, die hübsche, junge Bettina von Wüstenhagen, im Redwitz-Haushalt unterzubringen. Erstens ist diese eine ausgebildete Erzieherin, was den beiden Jungs nur gut tun könne, und zweitens befindet sich die Ungebundene im heiratsfähigen Alter. Tante Ursula kann sich Bettina durchaus als kommende Frau Redwitz vorstellen.
Gesagt, getan. Als Bettina sich auf dem Gutshof einfindet, sind die Redwitzens hellauf begeistert. Aus Kurts Bekanntenkreis erhält sie sogar Heiratsanträge. Zu Lutz und Lütte findet die junge Frau rasch einen Draht, und es gelingt ihr sogar, den beiden ungestümen Jungen bessere Manieren beizubringen. Auch beider schulische Leistungen haben sich merklich verbessert. Nur Frau Suhrmöller ist mit der gesamten Entwicklung überhaupt nicht einverstanden. Eifersüchtig saugt sie den im Dorf verbreiteten Tratsch auf, demzufolge es Bettina nur auf eine Ehe mit Kurt abgesehen habe, und reibt diese „Erkenntnis“ ihrem Vorgesetzten schnellstmöglich unter die Nase. Kurt Redwitz ist über diese Klatschverbreitung derart erbost, dass er der Hauswirtschafterin sofort kündigt. Bettina ist erschüttert darüber, dass ihre Anwesenheit auf dem Gutshof derartige Verwerfungen nach sich gezogen hat, dass sie nun ebenfalls nicht mehr bleiben will, und verlässt das Gutsgelände, ohne sich zu verabschieden.
Während Bettina von allen drei Redwitzens sehr vermisst wird, gelingt es der jungen Frau, eine anderweitige Anstellung als Gesellschaftsdame in einem Erholungsheim namens „Schloß Sorgenfrei“ anzutreten. Kurt Redwitz ist derweil tief betrübt, dass Bettina gegangen ist und zeigt sich daher umso erfreuter, als seine beiden Söhne von der einstigen Erzieherin eine Ansichtskarte erhalten. Dadurch weiß er nun, wo Bettina verblieben ist. 
Er macht sich mit Lutz und Lütte auf den Weg, um Bettina zu besuchen und im Idealfall auf den Gutshof zurückzuholen. Doch die Herren Söhne sind sogleich wieder ganz die Alten und haben auf dem Schloss nichts als Unfug im Kopf. Bettina, die endlich Ruhe in ihr Leben bringen will, bittet Kurt darum, wieder abzureisen und lehnt auch seinen Vorschlag ab, ihn und die beiden Kinder zu begleiten.
Doch Kurt bleibt hartnäckig, und da Bettinas Geburtstag unmittelbar bevorsteht, haben Lutz und Lütte einen genialen Einfall: Sie locken die Erholungsheim-Gäste aus dem Haus, sodass Kurt und Bettina die nötige Ruhe und auch den Platz finden, bei einer gemeinsamen Geburtstagsfeier einander näher zu kommen. Während die männlichen „Sorgenfrei“-Gäste ins Heimatmuseum des Ortes gelockt werden, lädt man die Damen in die ortsansässige Konditorei. Bald aber wird allen Hotelgästen klar, dass sie einer Finte der beiden Jugendlichen auf den Leim gegangen sind und zeigen sich erbost. Da man Bettina als Schuldige ausmacht, reisen alle „Sorgenfrei“-Gäste wütend ab, in der Hoffnung, so Bettina um ihre Stellung zu bringen. 
Lutz und Lütte erkennen, dass sie mit ihrem Streich diesmal zu weit gegangen sind und wollen alles wieder gut machen. Bei ihrer Bemühung bemächtigen sie sich eines Schlittens, mit dem sie prompt in einem winterlich zugefrorenen See einbrechen. Kurt und Bettina haben von der Unternehmung der Redwitz-Kinder erfahren und eilen sofort zur Unglücksstelle. Die Kinder werden gerettet, und Bettina und Kurt finden endlich zueinander.

## Produktionsnotizen
Die Dreharbeiten begannen am 21. Oktober 1943 und endeten Anfang April 1944. Gedreht wurde in Brandenburg an der Havel und in Garmisch-Partenkirchen (Außenaufnahmen), die Studio-Aufnahmen entstanden im Efa-Atelier von Berlin-Halensee und in den Tobis-Ateliers von Berlin-Johannisthal. Der Film passierte die Zensur am 21. November 1944 und wurde für die Jugend freigegeben. Die Uraufführung fand in Berlin am 20. Februar 1945 statt.
Tobis-Herstellungsgruppenleiter Bernhard F. Schmidt wirkte hier auch als Herstellungs- und Produktionsleiter. Hanns H. Kuhnert entwarf die von Franz Koehn ausgeführten Filmbauten, Margit zur Nieden die Kostüme. Adolf Jansen war für den Ton zuständig.
Es wurde ein Musiktitel gespielt: Es gibt kein schön’res Leben als das Räuberleben, gesungen von Werner Hinz mit seinen beiden Filmsöhnen Lutz Moik und Hans Neie. Auch Tatjana Sais tritt in diesem Film als Sängerin in Erscheinung.

## Kritik
Im Filmdienst heißt es: „Eine oberflächlich gesehen sympathische Komödie mit dezenter Komik, die in ihren pädagogischen Thesen allerdings die Erziehungsideologie des Dritten Reichs versteckt.“